# Westland Lynx

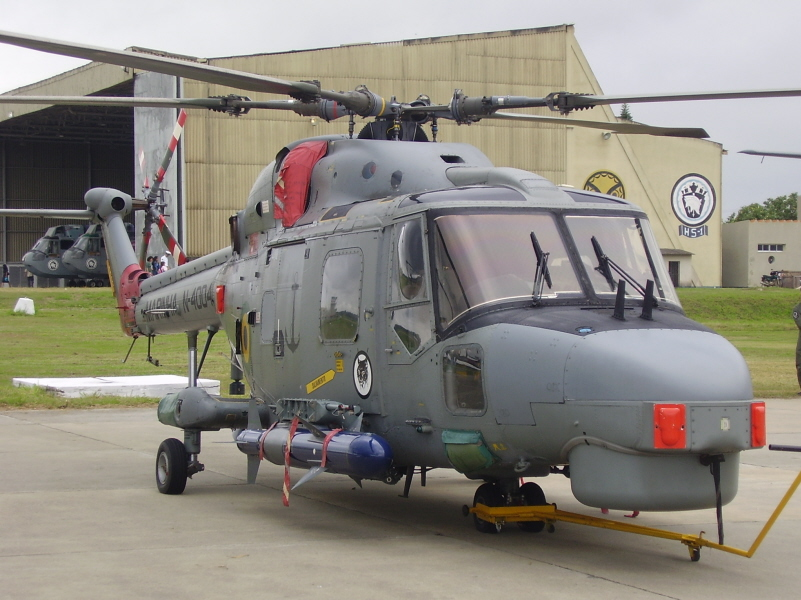
Super Lynx Mk.21A ВМС Бразилії

Вестленд «Лінкс» (англ. Westland Lynx) — британський багатоцільовий вертоліт. Роботи зі створення багатоцільового вертольоту почалися у 1967 р. Це був спільний проєкт англійської фірми Westland Helicopters та французької Aérospatiale. Перший політ — 21 березня 1971 року, в серійному виробництві брала участь Франція. Фюзеляж типу напівмонокок є цільнометалевою конструкцією. Вертоліт має 2 кабіни, вантажну і кабіну екіпажу. Для проведення пошуково-рятувальних робіт вертоліт обладнується лебідкою вантажопідйомністю 300 кг.
В 1986 році на «Лінксі» із спеціальними лопатями тримального гвинта був встановлений світовий рекорд швидкості для вертольотів (400,87 км/год).

## Тактико-технічні характеристики
Наведені дані раннього варіанту AH.Mk 1.

### Технічні характеристики
- Екіпаж: 2—3 особи
- Довжина з гвинтами: 15,16 м
- Довжина фюзеляжу: 12,06 м
- Висота: 3,5 м
- Діаметр тримального гвинта: 12,8 м
- Діаметр рульового гвинта: 2,21 м
- Обмітна площа тримального гвинта: 128,71 м²
- Обмітна площа рульового гвинта: 3,87 м²
- Масса порожнього: 2660 кг
- Масса максимальна взлітна: 4355 кг
- Двигуни: Роллс-Ройс «Джем» 2 (2×671 кВт)

### Льотні характеристики
- Максимальна швидкість: 260 км/год
- Економічна крейсерська швидкість: 130 км/год
- Дальність польоту: 630 км
- Перегоночна дальність: 1340 км
- Статична стеля без врахування впливу землі: 3230 м
- Швидкопідйомність на рівні моря: 756 м/хв